# Dănulești (okręg Hunedoara)
Dănulești – wieś w Rumunii, w okręgu Hunedoara, w gminie Gurasada. W 2011 roku liczyła 38 mieszkańców.